# Nikon D40
Nikon D40 —  цифровой зеркальный фотоаппарат компании Nikon, анонсированный 16 ноября 2006 года. Камера одновременно является и «развитием» модели Nikon D50, но в то же время и началом нового класса зеркальных камер Nikon - максимально облегченных и уменьшенных за счет некоторой функциональности. Кроме того, D40 является второй по компактности после D3100 DSLR-камерой в линейке продуктов Nikon.
6 марта 2007 года была анонсирована камера Nikon D40x, главное отличие которой от D40 заключается в цифровой матрице Sony ICX-493-AQA с разрешением 10 мегапикселей (по сравнению с 6 мегапикселями в D40).
D40 и D40x являются камерами «начального уровня», что означает отсутствие в них ряда возможностей, например автофокус D40 может работать только с объективами AF-S и AF-I типов G и D с микропроцессором. Объективы типов G и D поддерживают 3D цветовой матричный замер. Подавление вибраций возможно только при использовании объективов VR типов G и D..
Производство фотоаппарата и его поддержка прекращены в марте 2009 года, незадолго до появления его преемника Nikon D3000.

## Описание камеры
Nikon D40 имеет светочувствительную ПЗС-матрицу Sony ICX-453-AQ Nikon DX с разрешением 6 мегапикселей. Максимальное разрешение кадра 3008 × 2000 пикселей.
Основные отличия D40 от Nikon D50:
- Отсутствует привод автофокуса, необходимый для автофокусировки объективов типа AF.
- больший TFT-дисплей;
- отсутствие вспомогательного ЖК-дисплея;
- меньший вес и размер;
- больший диапазон чувствительности вплоть до ISO 3200 (в режиме Hi);
- Дополнительная программируемая кнопка «FUNC»;
- Функции редактирования изображения прямо на камере;
- Поддержка карт памяти SDHC;
- Отображение RGB-гистограммы;

## Nikon D40x
Nikon D40x является развитием D40 и в целом идентичен с ним. Основные отличия камер:
- Большее разрешение (10.2 мегапикселей в D40x и 6 мегапикселей в D40);
- Повышенное количество кадров в секунду (до 3-х в D40x и до 2.5 в D40);
- Диапазон чувствительности 100—1600 ISO (200—3200 у D40);
- Большее значение выдержки X-Sync — 1/200 (1/500 у D40).

Одновременно с началом продаж D40x был выпущен телеобъектив AF-S DX VR Zoom-Nikkor 55-200mm f/4-5.6G IF-ED, ориентированный на фотолюбителей.

## Аналоги других производителей
Среди модельного ряда фотоаппаратов других производителей присутствуют камеры, схожие с D40 (D40x) по характеристикам и цене:
- Canon EOS 400D
- Pentax K110D
- Olympus E-400